# 沼津市立片浜小学校
沼津市立片浜小学校（ぬまづしりつ かたはましょうがっこう）は、静岡県沼津市大諏訪にある公立小学校。

## 沿革
- 1873年（明治6年）7月23日 - 「修成舎」創立[1][2]。
- 1873年（明治6年）9月20日 - 「竹陰舎」創立[1]。
- 1876年（明治9年）3月12日 - 2舎を合併し、大諏訪・栄昌寺に「有斐館」創立[3][2]。
- 1886年（明治19年）4月 - 「尋常日進小学校」に改称[2]。
- 1887年（明治20年）10月3日 - 「大諏訪尋常小学校」に改称[4][5]。
- 1889年（明治22年）3月 - 東間門、西間門、小諏訪、大諏訪、松長、今沢の六村が合併し片浜村となり、「片浜尋常小学校」となる[2]。
- 1941年（昭和16年）4月1日 - 「片浜村立片浜国民学校」に改称[6][2]。
- 1944年（昭和19年）4月1日 - 「沼津市立片浜国民学校」に改称[7][2]。
- 1947年（昭和22年）4月1日 - 「沼津市立片浜小学校」に改称[8][2]。

## 関連事項
- 静岡県小学校一覧